# Mi peor error
«Mi peor error» es una canción grabada e interpretada por la cantante y compositora mexicana de rock Alejandra Guzmán. La canción fue escrita por ella misma junto a Román Torres y Pablo Preciado y producida por Tim Mitchell y Josh Noriega. Fue lanzada oficialmente el 5 de octubre de 2013 como el primer sencillo de su cuarto álbum en vivo titulado Primera fila: La Guzmán.

## Video musical
El video musical oficial fue lanzado el mismo día de lanzamiento por la plataforma digital YouTube en la cuenta VEVO de la cantante. El videoclip ha recibido casi más de 340 millones de vistas desde su publicación.

## Lista de canciones

### Descarga digital[5]
| Mi peor error (en vivo) — Single |                           |          |  |
| N.º                              | Título                    | Duración |  |
| 1.                               | «Mi peor error (en vivo)» | 3:43     |  |

## Posicionamiento en listas
| Lista                            | Posición |
| -------------------------------- | -------- |
| Billboard Hot Latin Songs        | 12       |
| Billboard Latin Airplay          | 17       |
| Billboard Latin Pop Airplay      | 8        |
| Billboard Mexico Airplay         | 1        |
| Billboard Mexico Espanol Airplay | 1        |